# Saint-Martin-du-Tertre, Yonne
Saint-Martin-du-Tertre là một xã của Pháp,tọa lạc ở tỉnh Yonne trong vùng Bourgogne.

## Hành chính
| Danh sách các thị trưởng               |           |               |       |                                            |
| Giai đoạn                              | Giai đoạn | Tên           | Đảng  | Tư cách                                    |
| 2008                                   | 2014      | AGACHE Joseph | UMP ? | Vice Président de la Communuaté de Commune |
| Tất cả các dữ liệu trước đây không rõ. |           |               |       |                                            |

## Thông tin nhân khẩu
| Năm | 1962 | 1968 | 1975 | 1982  | 1990  | 1999  |
| --- | ---- | ---- | ---- | ----- | ----- | ----- |
| Dân số | 788  | 922  | 975  | 1 273 | 1 313 | 1 445 |
| From the year 1962 on: No double counting—residents of multiple communes (e.g. students and military personnel) are counted only once. |      |      |      |       |       |       |